# Bolívar (Gómez)
Pour les articles homonymes, voir Bolívar.
Bolívar est l'une des cinq divisions territoriales et statistiques dont l'une des quatre paroisses civiles de la municipalité de Gómez dans l'État de Nueva Esparta au Venezuela. Sa capitale est El Maco